# Потребителско изживяване
Потребителското изживяване (на английски: user experience – UX) се отнася до емоциите и отношението на човек към използването на конкретен продукт, система или услуга. Той включва практическите, опитни, афективни, смислени и ценни аспекти на взаимодействието човек-компютър и собствеността на продукта. Освен това той включва възприятията на човек за системни аспекти като полезност, лекота на използване и ефективност.
Потребителското изживяване може да се разглежда като субективно по своята същност до степента, в която се отнася до индивидуалното възприятие и мисъл по отношение на системата. Изживяването на потребителите е динамично тъй като постоянно се променя в течение на времето поради променящите се обстоятелства при използването и промените в отделните системи, както и по-широкия контекст на използване, в който те могат да бъдат намерени. В крайна сметка, потребителското изживяване е за това как потребителят взаимодейства с продукта и го използва.

## Дефиниция
Международният стандарт за ергономичност на взаимодействието човек – система, ISO 9241-210, обобщава потребителското изживяване като „следствие от представяне, функционалност, производителност на системата, интерактивно поведение и помощни възможности на интерактивната система, както хардуер, така и софтуер“.
Също така то е следствие от предишните изживявания, нагласи, умения, навици и личност на потребителя.

## История
Ранните развития в изживяването на потребителите могат да бъдат проследени до времето на машината, което включва 19-и и началото на 20-и век. Вдъхновен от интелектуалната рамка на машинната ера, стремежът да се подобрят процесите на сглобяване, за да се увеличи ефективността и производителността на производството, доведе до развитието на големи технологични постижения, като например масово производство на стоки с голям обем на движещи се монтажни линии, високоскоростна печатна преса, водноелектрическите централи и радиотехнологиите, за да назовем само няколко.
В средата на 90-те години терминът „потребителско изживяване“ бе донесен до по-широко познание от страна на Доналд Норман. Той никога не е смятал, че терминът „потребителско изживяване“ се прилага само към афективните аспекти на употребата. Много практикуващи ползватели продължават да изследват и да се грижат за афективните фактори, свързани с крайните потребители, и правят това от години, много преди терминът „потребителско изживяване“ да бъде въведен в средата на 90-те години.
Няколко разработки повлияват на нарастващия интерес към опита на потребителите:
1. Последният напредък в мобилните, повсеместни, социални и материални изчислителни технологии превърна взаимодействието човек – компютър в практически всички области на човешката дейност. Това доведе до преминаване от инженеринга на ползваемостта към много по-богатия обхват на потребителското изживяване, при който чувствата, мотивациите и ценностите на потребителите са дадени колкото е възможно повече, внимание от ефективността, ефективността и основното субективно удовлетворение (т.е. трите традиционни показатели за ползваемост).
2. При дизайна на уеб сайтове беше важно да се съчетаят интересите на различни заинтересовани страни: маркетинг, търговска марка, визуален дизайн и ползваемост. Маркетингът и популяризирането на потребителите трябваше да навлязат в интерактивния свят, където ползваемостта е важна. Ползваемостта е необходима на хората, за да се вземат предвид маркетинг, брандинг и естетически нужди при проектирането на уеб сайтове. Изживяването на потребителите предостави платформа за интересите на всички заинтересовани страни: прави уеб сайтовете лесни за използване, ценни и ефективни за посетителите. Ето защо няколко публикации с опит за ранни потребители се фокусират върху изживяването на потребителите в уеб сайтове.

Областите на потребителското изживяване представляват разширяване на полето на ползваемост, за да се включи цялостната перспектива за това как човек се чувства при използване на системата. Фокусът е върху удоволствието и стойността, както и върху представянето. Точната дефиниция, рамка и елементи на потребителското изживяване все още се развиват.
Потребителското изживяване на интерактивен продукт или уеб сайт обикновено се измерва чрез редица методи, включително въпросници, фокусни групи и други методи.

## Влияние върху изживяването на потребителите
Много фактори могат да повлияят на изживяването на потребителя със системата. За да се отговори на разнообразието, факторите, които оказват влияние върху практическата работа на потребителите, са класифицирани в три основни категории: състоянието на потребителя и предишен опит, характеристиките на системата и контекста на използване (ситуация). Разбирането на представителни потребители, работна среда, взаимодействия и емоционални реакции помагат при проектирането на системата.

## Моментална емоция или цялостно изживяване на потребителите
Единичните изживявания оказват влияние върху цялостното изживяване на потребителите: опитът при натискане на клавиш засяга опита от написването на текстово съобщение, опитът при написването на съобщение засяга опита от текстовите съобщения и опитът с текстови съобщения оказва влияние върху цялостната практическа работа на потребителя с телефона, общият опит на потребителите не е просто съвкупност от по-малки взаимодействия, защото някои преживявания са по-важни от другите. Общото изживяване на потребителите също е повлияно от фактори извън действителния епизод на взаимодействие: марка, ценообразуване, мнения на приятели, доклади в медиите и др.
Един от клоновете в изследванията на потребителското изживяване се фокусира върху емоциите. Това включва моментни преживявания по време на взаимодействието: проектиране на афективно взаимодействие и оценка на емоциите. Друг бранш се интересува от разбирането на дългосрочната връзка между потребителското изживяване и оценката на продукта. Промишлеността вижда доброто потребителското изживяване с продуктите на компанията като от решаващо значение за осигуряване на лоялност към марката и увеличаване на растежа на клиентската база. Всички времеви нива на потребителското изживяване (моментна, епизодична и дългосрочна) са важни, но методите за проектиране и оценка на тези нива могат да бъдат много различни.